# Сансак-Веназес
Санса́к-Веназе́с (фр. Sansac-Veinazès, окс. Sansac Veinazès) — коммуна во Франции, находится в регионе Овернь. Департамент — Канталь. Входит в состав кантона Монсальви. Округ коммуны — Орийак.
Код INSEE коммуны — 15222.
Коммуна расположена приблизительно в 460 км к югу от Парижа, в 130 км юго-западнее Клермон-Феррана, в 21 км к югу от Орийака.

## Население
Население коммуны на 2008 год составляло 197 человек.
| 1962 | 1968 | 1975 | 1982 | 1990 | 1999 | 2008 |
| ---- | ---- | ---- | ---- | ---- | ---- | ---- |
| 218  | 247  | 228  | 209  | 202  | 211  | 197  |

## Администрация
| Период | Период | Фамилия           | Партия | Примечания |
| ------ | ------ | ----------------- | ------ | ---------- |
| 2001   | 2008   | Робер Шози        |        |            |
| 2008   |        | Жан-Клод Кастанье |        |            |

## Экономика
В 2007 году среди 105 человек в трудоспособном возрасте (15—64 лет) 81 были экономически активными, 24 — неактивными (показатель активности — 77,1 %, в 1999 году было 57,4 %). Из 81 активных работали 78 человек (44 мужчины и 34 женщины), безработных было 3 (2 мужчин и 1 женщина). Среди 24 неактивных 7 человек были учениками или студентами, 10 — пенсионерами, 7 были неактивными по другим причинам.